# Ветрено
Ветрено — село в Кореневском районе Курской области. Входит в состав Ольговского сельсовета.

## География
Село находится на реке Крепне (притоке Сейма), в 91 км к юго-западу от Курска, в 7,5 км к востоку от районного центра — посёлка городского типа Коренево, в 3 км от центра сельсовета — села Ольговка.
Климат
Ветрено, как и весь район, расположено в поясе умеренно континентального климата с тёплым летом и относительно тёплой зимой (Dfb в классификации Кёппена).
| Показатель                                                                   | Янв. | Фев. | Март | Апр. | Май  | Июнь | Июль | Авг. | Сен. | Окт. | Нояб. | Дек. | Год  |
| ---------------------------------------------------------------------------- | ---- | ---- | ---- | ---- | ---- | ---- | ---- | ---- | ---- | ---- | ----- | ---- | ---- |
| Средний суточный максимум, °C                                                | −3,5 | −2,4 | 3,6  | 13,4 | 19,7 | 22,9 | 25,4 | 24,7 | 18,5 | 10,9 | 3,9   | −0,7 | 11,4 |
| Средняя температура, °C                                                      | −5,6 | −5   | −0,1 | 8,6  | 15   | 18,6 | 21   | 20,1 | 14,2 | 7,6  | 1,6   | −2,7 | 7,8  |
| Средний суточный минимум, °C                                                 | −8   | −8,2 | −4,2 | 3,1  | 9,3  | 13,2 | 16   | 15   | 9,9  | 4,2  | −0,7  | −4,9 | 3,7  |
| Норма осадков, мм                                                            | 50   | 44   | 48   | 50   | 63   | 70   | 79   | 52   | 57   | 56   | 47    | 48   | 664  |
| Источник: Погода по месяцам c ru.climate-data.org(дата обращения: Июль 2021) |      |      |      |      |      |      |      |      |      |      |       |      |      |

## История
В 1696 году (7204 от сотворения мира) в Красном была построена церковь Флора и Лавра.

## Население
| 2002 | 2010 |
| ---- | ---- |
| 185  | ↘116 |

## Инфраструктура
Личное подсобное хозяйство. В селе 81 дом.

## Транспорт
Ветрено находится в 3,5 км от автодороги регионального значения 38К-030 (Рыльск — Коренево — Суджа), в 19 км от автодороги 38К-024 (Льгов — Суджа), в 1,5 км от автодороги межмуниципального значения 38Н-564 (38К-030 — Каучук — 38К-024), в 3 км от автодороги 38Н-569 (38К-030 — Ольговка), на автодороге 38Н-563 (38К-030 — Журавли подъездом к с. Ольговка), в 4 км от ближайшего ж/д остановочного пункта 367 км (линия 322 км — Льгов I). Остановка общественного транспорта.
В 142 км от аэропорта имени В. Г. Шухова (недалеко от Белгорода).